# Jamapa (municipalité)

La municipalité de Jamapa est l'une des 212 municipalités de l'État de Veracruz, et est située dans la partie centrale de cet État. Située sur le golfe du Mexique et appartenant à sa plaine côtière, elle se trouve sur la rive sud du fleuve Río Jamapa, en amont de sa confluence avec la rivière Río Cotaxtla, son principal tributaire. Localisée au sud de la ville de Veracruz, elle appartient à la "Zona metropolitana de Veracruz", qui regroupe autour de cette grande ville les municipalités limitrophes qui font partie de son aire d'attraction. Elle est administrativement rattachée à la région de Sotavento, qui est une des 10 circonscriptions administratives de l'État de Veracruz.

## Géographie
La municipalité de Jamapa s'étend du nord au sud au sein du bassin versant du fleuve Río Jamapa, depuis la rive méridionale de ce fleuve, qui lui sert de limite au nord. Son chef-lieu éponyme, Jamapa, se situe dans les confins nord de son territoire, et s'étend sur les deux rives du Río Jamapa. Ce territoire couvre une superficie de 132,4 km2, et était peuplé en 2010 de 10 376 habitants, pour une densité de 78,4 habitants par km2.
Cette municipalité appartient à la Zona metropolitana de Veracruz (es), qui regroupe les municipalités de Alvarado, Boca del Río, Jamapa, Manlio Fabio Altamirano, Medellín et Veracruz, pour une population totale de 939 046 habitants.
Elle est limitrophe au nord et à l'est de la municipalité de Medellín, à l'ouest de celle de Manlio Fabio Altamirano, et au sud de celle de Cotaxtla.

## Composition et démographie
La municipalité était composée en 2010 de 39 localités, dont une seule était considérée comme urbaine, les autres étant rurales.
| Localité                           | Population |
| ---------------------------------- | ---------- |
| Jamapa                             | 3928       |
| Las Puertas                        | 797        |
| La Javilla                         | 710        |
| La Matamba (Higuera de las Raíces) | 702        |
| El Zacatal                         | 518        |
| Reste des localités                | 3721       |
| Total population                   | 10 376     |

En plus de l'espagnol, plusieurs langues amérindiennes sont parlées dans la municipalité, dont les principales sont par ordre d'importance : le zapotèque et le chontal.

## Histoire
Les limites entre les municipalités de Jamapa et de Medellín furent fixées en 1870.

## Économie

### Agriculture et élevage
La superficie des parcelles semées représentait en 2014 une surface totale de 1435,5 hectares, parmi lesquels 335 hectares étaient voués à la culture de la mangue, 80 hectares étaient voués à la culture du papayer, et 230 hectares à celle du maïs.
En 2014, la production de viande par tonnes comprenait 609,2 tonnes de viande bovine, 224,2 tonnes de viande porcine, 5,9 tonnes de viande ovine, 1,3 tonnes de viande caprine, 173,3 tonnes de volailles, et 23,7 tonnes de dinde. La superficie vouée à l'élevage représentait alors 1008 hectares.